# Orfevre
Orfevre (14 mai 2008 - ) est un cheval de course japonais. L'un des huit lauréats de la triple couronne japonaise, favori et grand malheureux du Prix de l'Arc de Triomphe en 2012, il est membre du Hall of Fame des courses japonaises.

## Carrière de courses

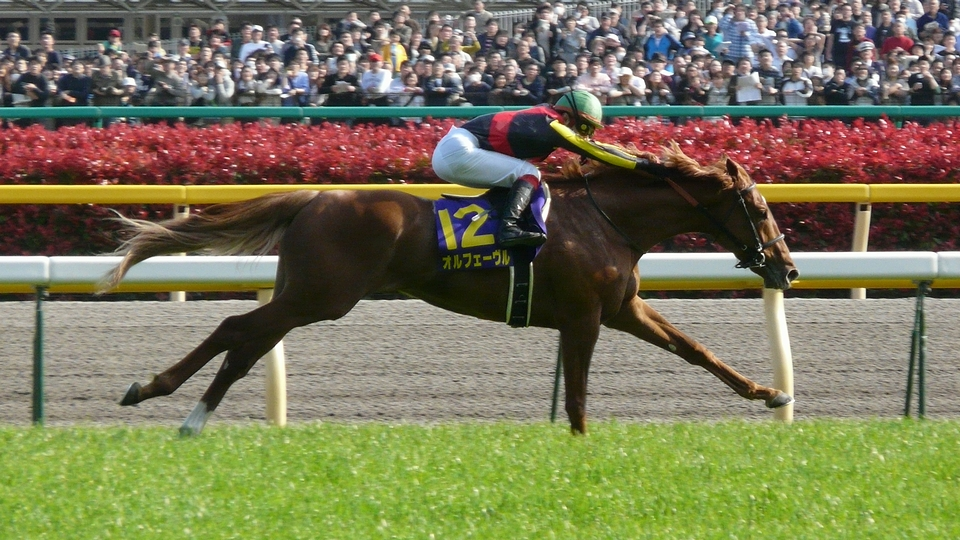
Orfevre remporte le Satsuki Shō en 2011

Né d'un printemps tardif, au mois de mai, dans le grand élevage de Shadai, Orfevre débute pourtant à 2 ans, mais sans vraiment se faire remarquer : une victoire dans une course à conditions et une anonyme dixième place dans un groupe 2, ce qui témoigne cependant de l'estime dans laquelle le tient son entourage. La carrière d'Orfevre prend donc son envol en 2011, l'année de ses 3 ans. Cette nouvelle saison commence par deux accessits dans des groupe 3 préparatoires aux classiques, puis le poulain s'abonne à la victoire. D'abord dans un groupe 2, en prélude à son premier groupe 1 un mois plus tard : Orfevre remporte sans coup férir le Satsuki Shō, l'équivalent des 2000 Guinées, puis fin mai le Tokyo Yushun, le Derby, soit les deux premières manches de la Triple Couronne japonaise. Mis au repos durant l'été, il effectue sa rentrée en gagnant un groupe 2 devant son dauphin du Derby, Win Variation, avant de s'attaquer victorieusement au dernier volet de la triple couronne, le Kikuka Shō, l'équivalent du St. Leger, où il s'impose encore une fois devant Win Variation. Voilà donc Orfevre lauréat de la Triple Couronne, un triptyque qui n'a été accompli que par six chevaux avant lui, le premier (St Lite) en 1941, le dernier (Deep Impact, entraîné comme lui par Yasuo Ikee) en 2005. Et il ne s'arrête pas là : tout au bout de la longue saison japonaise, le 25 décembre, le 3 ans appartenant à Sunday Racing défait les meilleurs chevaux d'âge du Japon dans l'Arima Kinen (pour lequel il avait été plébiscité par le public, dans cette course où les partants sont désignés par des votes). Parmi les battus du jour, Buena Vista, auréolée de sa récente victoire dans la Japan Cup ou Victoire Pisa, le tenant du titre et lauréat de la Dubaï World Cup. C'est donc tout naturellement qu'il est élu, à l'unanimité, cheval de l'année au Japon, et meilleur 3 ans. 
En 2012, le bel alezan fait son retour avec un objectif affirmé : remporter le Prix de l'Arc de Triomphe en octobre. Il est en effet de tradition depuis plusieurs années que le Japon délègue à Paris son ou ses meilleurs représentants, dans l'espoir de conquérir le prestigieux trophée. La deuxième place d'El Condor Pasa derrière Montjeu, en 1999, a montré qu'un pareil exploit était à portée de main. Deep Impact, le précédent vainqueur de la Triple Couronne et qui passe pour l'un sinon le meilleur cheval de l'histoire des courses japonaises, s'y était certes cassé les dents (troisième, avant d'être disqualifié pour contrôle positif), mais Orfevre semble autant que lui taillé pour l'aventure. Sauf que la première partie de saison du champion laisse perplexe. Battu de peu pour sa rentrée dans un groupe 2, malgré une formidable accélération, il sombre corps et âme dans le Tenno Sho de printemps. Mais il réussit son appel en triomphant dans l'important Takarazuka Kinen en juin. Suffisant pour valider son billet pour Paris.  

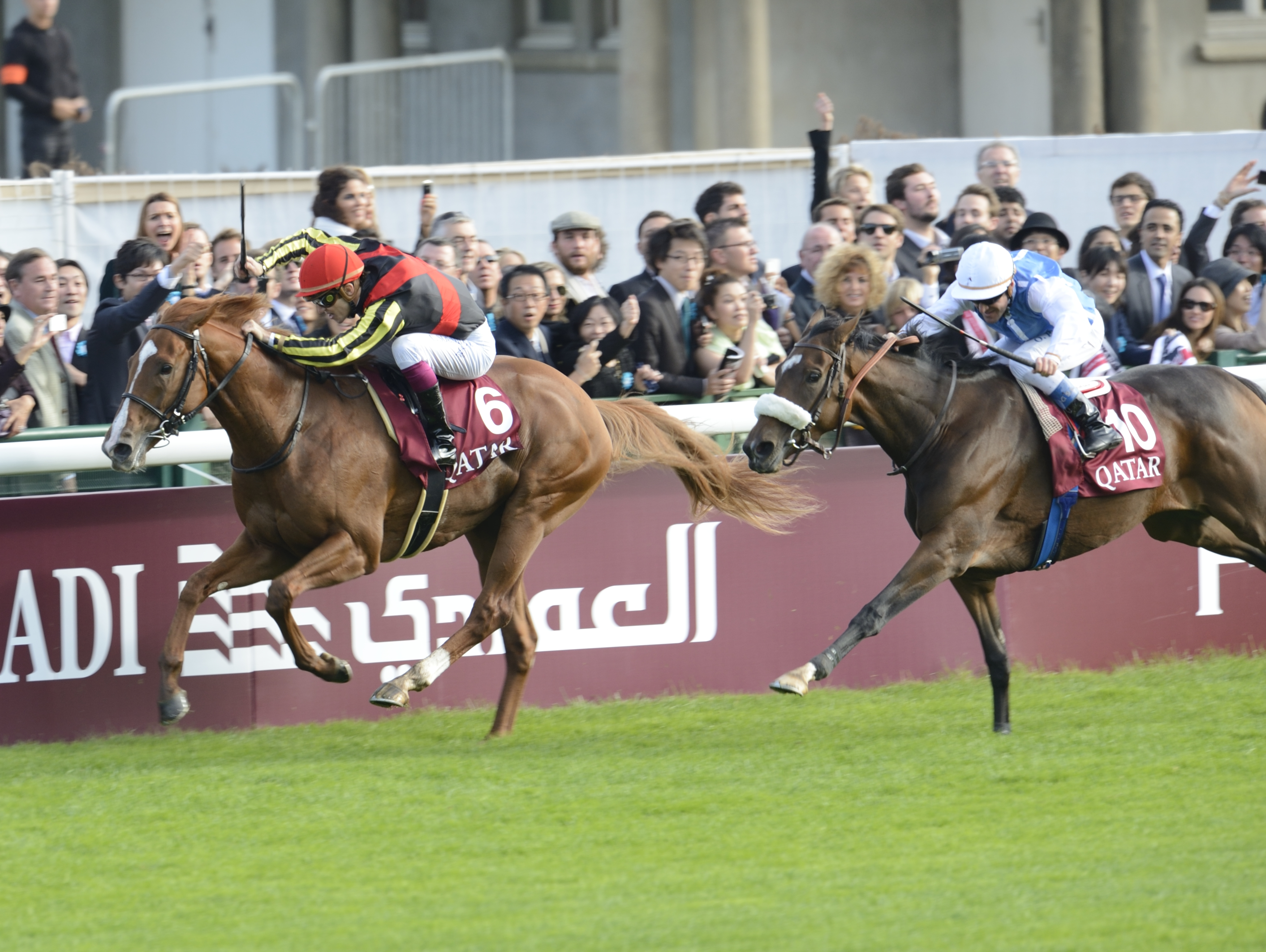
Arrivée du Prix de l'Arc de Triomphe 2012 : Orfevre en tête, à 100 mètres du but.

À la fin de l'été, Orfevre débarque donc à Chantilly, où il sera confié aux bons soins du pilote belge Christophe Soumillon, star des courses françaises, double vainqueur de l'Arc avec les cracks Dalakhani et Zarkava, et l'une des plus fines cravaches d'Europe. Sa première apparition à l'étranger laisse présager du meilleur : il remporte le Prix Foy aux dépens de Méandre, qui restait sur deux victoires de groupe 1, et le voilà installé favori de l'Arc, avec l'Irlandais Camelot, qui a bien failli être le premier vainqueur de la Triple Couronne britannique depuis Nijinsky en 1970. Des milliers de supporters japonais ont fait le déplacement, et au pays natal, on retient son souffle, mais la star japonaise va faire vivre à ses admirateurs la plus cruelle des désillusions : dans une course disputée en terrain lourd, il déborde tout le peloton par l'extérieur, prend l'avantage en quelques foulées, semble parti pour la gloire mais soudain verse sur sa droite, s'appuie sur la lice et, comme déconcentré, perd brièvement l'équilibre et peine à se relancer. Au même moment l'outsider Solémia, une presque sans-grade qui n'avait jamais remporté un groupe 1 quand lui au même âge en comptait déjà quatre dans la musette, trouve son action, l'attaque et lui prend une encolure sur le poteau. Réputé fantasque, Orfevre a sorti sa plus insolite facétie au pire des moments. Au Japon, la douche froide est mémorable et les images des fans climatisés font le tour d'internet. Quant à Christophe Soumillon, s'il ne tarit pas d'éloges sur son partenaire, il confesse que « c'est un coup de tonnerre qui m'est tombé sur la tête ».  

Pour ne pas rester sur pareille désillusion, Orfevre rentre à la maison pour s'offrir la Japan Cup, mais il va se trouver confronté à un autre problème : non pas ses discutables talents de funambule, mais un phénomène made in Japan nommé Gentildonna, lauréate quant à elle de la Triple Couronne des Pouliches. À l'issue d'une lutte épique et d'une enquête pour gêne (qui vaudra au jockey de Gentildonna deux jours de suspension), il doit s'incliner d'un bout du nez face à la nouvelle vedette. Quant à Solémia, qui participait aussi à la fête, elle finit dans le lointain. Orfevre, fatigué par une longue saison, ne défend pas son titre dans l'Arima Kinen, bien qu'il ait, une nouvelle fois, recueilli le plus de votes du public. Il est sacré cheval d'âge de l'année, quand Gentildonna se voit sacrée du titre suprême, cheval de l'année. 

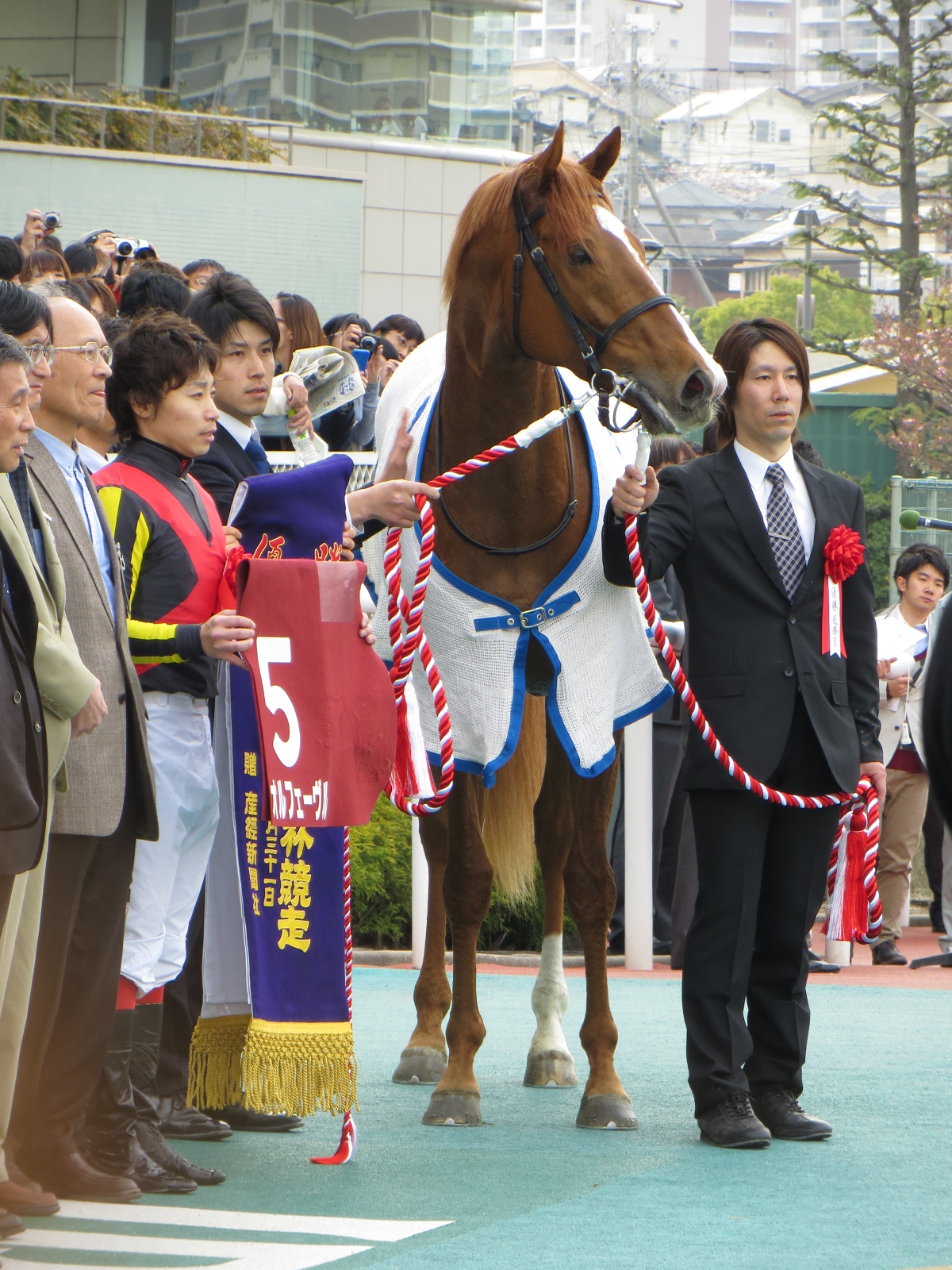
Orfevre après le Ōsaka Hai en 2013

2013. Orfevre a cinq ans, et compte bien réparé sa bévue de l'an dernier à Longchamp. Sa nouvelle saison, axée sur la grande course parisienne, débute directement par une victoire dans le Ōsaka Hai, un groupe 2 disputé fin mars. Mais alors qu'il prépare une nouvelle tentative dans le Takarazuka Kinen, il se blesse à l'entraînement. On ne le reverra donc plus avant septembre, et une nouvelle campagne française qui prend les allures d'un bis repetita : retrouvant Christophe Soumillon, il se montre très à son aise pour s'adjuger un nouveau Prix Foy et se présente en favori au départ de l'Arc. 6 000 supporters japonais sont venus savourer leur revanche, 150 journalistes couvrent l'événement sur place. Sauf que, une fois encore, une pouliche se dresse sur sa route : la Française Trêve, qui s'offrira l'année suivante un rarissime doublé, s'impose brillamment en reléguant Orfevre et les autres à cinq longueurs. Cette deuxième place, cette fois, ne souffre aucune excuse, Orfevre s'étant montré sage comme une image. 
Ce sera la dernière tentative française d'Orfevre, qui fait l'impasse sur la Japan Cup pour faire ses adieux dans l'Arima Kinen fin décembre, devant une foule de 125 000 personnes. Grand favori de l'épreuve, il s'offre une sortie royale, pulvérisant de huit longueurs une opposition menée par son vieux rival Win Variation. À l'issue de la réunion, une cérémonie d'adieux officielle se tient devant 60 000 personnes venues le saluer. Lors des JRA Awards, il est élu à nouveau meilleur cheval d'âge, mais doit s'incliner pour le titre de cheval de l'année face au champion sprinter Lord Kanaloa. Les ratings de fin d'année le placent sur la troisième marche du podium des meilleurs chevaux du monde, derrière Trêve et la championne australienne Black Caviar, à égalité avec le grand miler américain Wise Dan, avec un score de 129. En 2015, Orfevre se voit consacré dans le Panthéon des courses japonaises, le JRA Hall of Fame. 

### Résumé de carrière
| Date         | Hippodrome  | Pays        | Course                    | Statut      | Distance    | Jockey       | Place       | Écart       | Vainqueur ou deuxième |
| 2010, 2 ans  | 2010, 2 ans | 2010, 2 ans | 2010, 2 ans               | 2010, 2 ans | 2010, 2 ans | 2010, 2 ans  | 2010, 2 ans | 2010, 2 ans | 2010, 2 ans           |
| ------------ | ----------- | ----------- | ------------------------- | ----------- | ----------- | ------------ | ----------- | ----------- | --------------------- |
| 14 août      | Niigata     | Japon       | Maiden                    |             | 1 600 m     | K. Ikezoe    | 2e / 14     |             | Shonan Parfait        |
| 3 octobre    | Nakayama    | Japon       | Fuyo Stakes               |             | 1 600 m     | K. Ikezoe    | 1er / 8     |             | Whale Capture         |
| 13 novembre  | Tokyo       | Japon       | Keio Hai Nisai Stakes     | Gr. 2       | 1 400 m     | K. Ikezoe    | 10e / 15    |             | Grand Prix Boss       |
| 2011, 3 ans  |             |             |                           |             |             |              |             |             |                       |
| 9 janvier    | Kyoto       | Japon       | Sho Shinzan Kinen         | Gr. 3       | 1 600 m     | K. Ikezoe    | 2e / 14     | 1 ½         | Red Davis             |
| 6 février    | Kyoto       | Japon       | Kisaragi Sho Stakes       | Gr. 3       | 1 800 m     | K. Ikezoe    | 3e / 12     |             | Tosen Ra              |
| 26 mars      | Hanshin     | Japon       | Spring Stakes             | Gr. 2       | 1 400 m     | K. Ikezoe    | 1er / 18    | 3/4         | Belshazzar            |
| 24 avril     | Nakayama    | Japon       | Satsuki Shō               | Gr. 1       | 2 000 m     | K. Ikezoe    | 1er / 18    | 1 ¾         | Sadamu Patek          |
| 29 mai       | Tokyo       | Japon       | Tokyo Yushun              | Gr. 1       | 2 400 m     | K. Ikezoe    | 1er / 18    | 5           | Win Variation         |
| 25 septembre | Hanshin     | Japon       | Kobe Shimbun Hai          | Gr. 2       | 2 000 m     | K. Ikezoe    | 1er / 11    | 2 ½         | Win Variation         |
| 23 octobre   | Kyoto       | Japon       | Kikuka Shō                | Gr. 1       | 3 000 m     | K. Ikezoe    | 1er / 18    | 2 ½         | Win Variation         |
| 25 décembre  | Nakayama    | Japon       | Arima Kinen               | Gr. 1       | 2 500 m     | K. Ikezoe    | 1er / 13    | 3/4         | Eishin Flash          |
| 2012, 4 ans  |             |             |                           |             |             |              |             |             |                       |
| 18 mars      | Hanshin     | Japon       | Hanshin Daishoten         | Gr. 2       | 3 000 m     | K. Ikezoe    | 2e / 11     | 1/2         | Gustave Cry           |
| 29 avril     | Kyoto       | Japon       | Tenno Sho (Printemps)     | Gr. 1       | 3 200 m     | K. Ikezoe    | 11e / 18    |             | Beat Black            |
| 24 juin      | Hanshin     | Japon       | Takarazuka Kinen          | Gr. 1       | 3 000 m     | K. Ikezoe    | 1er / 16    | 2           | Rulership             |
| 16 septembre | Longchamp   | France      | Prix Foy                  | Gr. 2       | 2 400 m     | C. Soumillon | 1er / 5     | 1           | Meandre               |
| 7 octobre    | Longchamp   | France      | Prix de l'Arc de Triomphe | Gr. 1       | 2 400 m     | C. Soumillon | 2e / 18     | encolure    | Solemia               |
| 26 novembre  | Tokyo       | Japon       | Japan Cup                 | Gr. 1       | 2 400 m     | K. Ikezoe    | 2e / 17     | nez         | Gentildonna           |
| 2013, 5 ans  |             |             |                           |             |             |              |             |             |                       |
| 31 mars      | Hanshin     | Japon       | Ōsaka Hai                 | Gr. 2       | 3 200 m     | K. Ikezoe    | 1er / 14    | 1/2         | Shonan Mighty         |
| 15 septembre | Longchamp   | France      | Prix Foy                  | Gr. 2       | 2 400 m     | C. Soumillon | 1er / 9     | 3           | Very Nice Name        |
| 6 octobre    | Longchamp   | France      | Prix de l'Arc de Triomphe | Gr. 1       | 2 400 m     | C. Soumillon | 2e / 17     | 5           | Trêve                 |
| 22 décembre  | Nakayama    | Japon       | Arima Kinen               | Gr. 1       | 2 500 m     | K. Ikezoe    | 1er / 16    | 8           | Win Variation         |

## Au haras
Désormais étalon, Orfevre prend ses quartiers au haras qui l'a vu naître, Shadai, le plus prestigieux élevage du Japon, situé sur l'île d'Hokkaidō. Son prix de saillie initial s'élève à ¥ 6 000 000 (soit environ 45 000 euros), puis tourne autour de ¥ 4 000 000. Il réussit bien dans ses nouvelles fonctions et parmi ses meilleurs produits, citons : 
- Lucky Lilac : Ōsaka Hai, Queen Elizabeth II Cup, Hanshin Juvenile Fillies, 2e Oka Shō, Hong Kong Vase, 3e Yūshun Himba, 4e Arima Kinen.
- Ushba Tesoro : Dubaï World Cup, Tokyo Daishoten, Kawasaki Kinen.
- Epoca d'Oro : Satsuki Shō, 2e Derby.
- Marche Lorraine : Breeders' Cup Distaff.
- Authority : 2e Japan Cup.

## Origines
Orfevre est un fils de Stay Gold, lui-même issu du chef de race Sunday Silence. Stay Gold fut jusqu'à ses 7 ans un véritable stakhanoviste des hippodromes, courant la bagatelle de 50 fois, pour 7 victoires seulement, dont deux de prestige : le Hong Kong Vase et le Dubaï Sheema Classic. Il s'est avéré un remarquable étalon, donnant plusieurs champions tels Gold Ship (Satsuki Shō, Kikuka Shō, Arima Kinen, Takarazuka Kinen, Tenno Sho), Win Bright (Queen Elizabeth II Cup, Hong Kong Cup), ou encore Dream Journey (Asahi Hai Futurity Stakes, Takarazuka Kinen, Arima Kinen), qui n'est autre que le propre frère d'Orfevre. Leur mère, Oriental Art, ne brilla guère en compétition, mais avec ces deux champions, elle se rattrapa largement au haras. 

### Pedigree
| Origines de Orfevre (JPN), mâle alezan, 2008 | Origines de Orfevre (JPN), mâle alezan, 2008 | Origines de Orfevre (JPN), mâle alezan, 2008 | Origines de Orfevre (JPN), mâle alezan, 2008 |
| -------------------------------------------- | -------------------------------------------- | -------------------------------------------- | -------------------------------------------- |
| Père Stay Gold 1994                          | Sunday Silence 1986                          | Halo                                         | Hail To Reason                               |
| Père Stay Gold 1994                          | Sunday Silence 1986                          | Halo                                         | Cosmah                                       |
| Père Stay Gold 1994                          | Sunday Silence 1986                          | Wishing Well                                 | Understanding                                |
| Père Stay Gold 1994                          | Sunday Silence 1986                          | Wishing Well                                 | Mountain Flower                              |
| Père Stay Gold 1994                          | Golden Sash 1988                             | Dictus                                       | Sanctus                                      |
| Père Stay Gold 1994                          | Golden Sash 1988                             | Dictus                                       | Doronic                                      |
| Père Stay Gold 1994                          | Golden Sash 1988                             | Dyna Sash                                    | Northern Taste                               |
| Père Stay Gold 1994                          | Golden Sash 1988                             | Dyna Sash                                    | Royal Sash                                   |
| Mère Oriental Art 1997                       | Mejiro McQueen 1987                          | Mejiro Titan                                 | Mejiro Asama                                 |
| Mère Oriental Art 1997                       | Mejiro McQueen 1987                          | Mejiro Titan                                 | Cheryl                                       |
| Mère Oriental Art 1997                       | Mejiro McQueen 1987                          | Mejiro Aurora                                | Remand                                       |
| Mère Oriental Art 1997                       | Mejiro McQueen 1987                          | Mejiro Aurora                                | Mejiro Iris                                  |
| Mère Oriental Art 1997                       | Electro Art 1986                             | Northern Taste                               | Northern Dancer                              |
| Mère Oriental Art 1997                       | Electro Art 1986                             | Northern Taste                               | Lady Victoria                                |
| Mère Oriental Art 1997                       | Electro Art 1986                             | Grandma Stevens                              | Lt. Stevens                                  |
| Mère Oriental Art 1997                       | Electro Art 1986                             | Grandma Stevens                              | Dhow (famille 8-c)                           |